# メガラ
メガラ（Μέγαρα / Mégara）は、古代ギリシャのアッティカ西部・メガリスにあった都市国家。メガラーとも表記される。メガラ人が築いた植民市の中には、ビュザンティオン（現在のイスタンブール）がある。
現代のメガラ（Μέγαρα / Mégara）は、ギリシャ共和国アッティカ地方にある都市・基礎自治体（ディモス）の名でもある。

## 地理

### 位置・広がり
メガラは西アッティカ県の南西部に所在し、アテネから西北西へ約42kmの距離に位置する。コリントス地峡北東部のサロニコス湾側（南岸）、メガリス平野 (Megaris) 南部に所在し、サロニコス湾にほど近い。とくにメガラ前面の南の海をメガラ湾ともいう。古代のメガラは一時期サラミス島を支配したが、アテネ（アテナイ）とはサラミス島を挟んで反対側に位置する。
自治体としてのメガラ市の領域は、コリントス地峡を形作る海の双方（南東のサロニコス湾、北西のコリンティアコス湾）に面している。

### 地勢
メガリス平野 (Megaris) が広がる。

### 主要な都市・集落
人口1000人以上の都市・集落には以下がある（人口はいずれも2001年国勢調査）。
- メガラ（メガラ地区） - 23,032人
- ネア・ペラモス（英語版）（ネア・ペラモス地区） - 7,480人
- キネタ（英語版）（メガラ地区） - 1,972人

- キネタとサロニコス湾
- アイゴステナの遺跡

## 歴史

### 古代

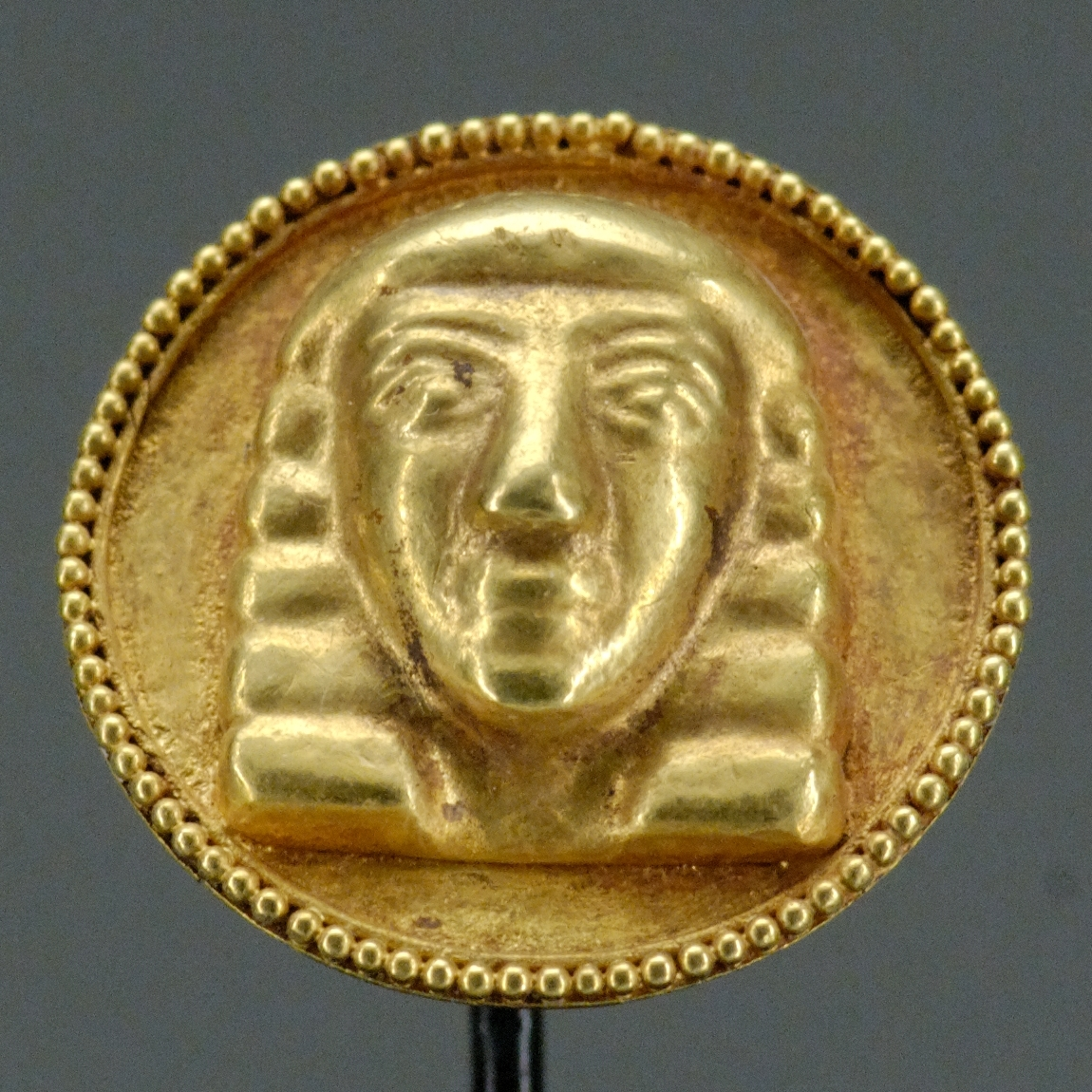
メガラの遺跡から出土した金細工品

歴史時代の初期、メガラはコリントスの属領であった。メガラからの植民者たちは、シチリア島のシュラクサイの北にメガラ・ヒュブラエア（現在のシラクーザ県アウグスタ）という都市を築いた。メガラ人たちはコリントスからの独立戦争を戦い、紀元前685年頃にはカルケドン、紀元前667年頃にはビュザンティオンを建設した。
紀元前7世紀の終わり、テアゲネス (Theagenes of Megara) はメガラの僭主となった。テアゲネスは、富裕者の家畜を屠殺することによって貧困層の支持を得たという。ペルシャの第二次侵攻（ペルシャ戦争）において、メガラはアテナイやスパルタと同じ陣営につき、サラミスの海戦やプラタイアの戦いなどの重要な戦闘に従った。
紀元前460年ごろ、スパルタが牛耳るペロポネソス同盟からメガラは離反するが、このことは第一次ペロポネソス戦争（紀元前460年 - 紀元前445年）のきっかけとなった。「30年不戦条約」（紀元前446年あるいは紀元前445年）を契機として、メガラはペロポネソス同盟に復帰した。ペロポネソス戦争（紀元前431年 - 紀元前404年）では、メガラはスパルタの同盟者であった。メガラとアテナイの経済を巡るいくつかのできごと（アテナイが支配下の領域でメガラ人の商業活動を禁じたことなど）は、ペロポネソス戦争の原因の一つと考えられている。
メガラは貿易の拠点でもあり、地元住民は船を利用したり、近隣のポリスへの武器提供を行っていた。メガラにある2つの港のうち、西側のペガイはコリンティアコス湾にあり、東側のニサイアはエーゲ海のサロニコス湾にあった。

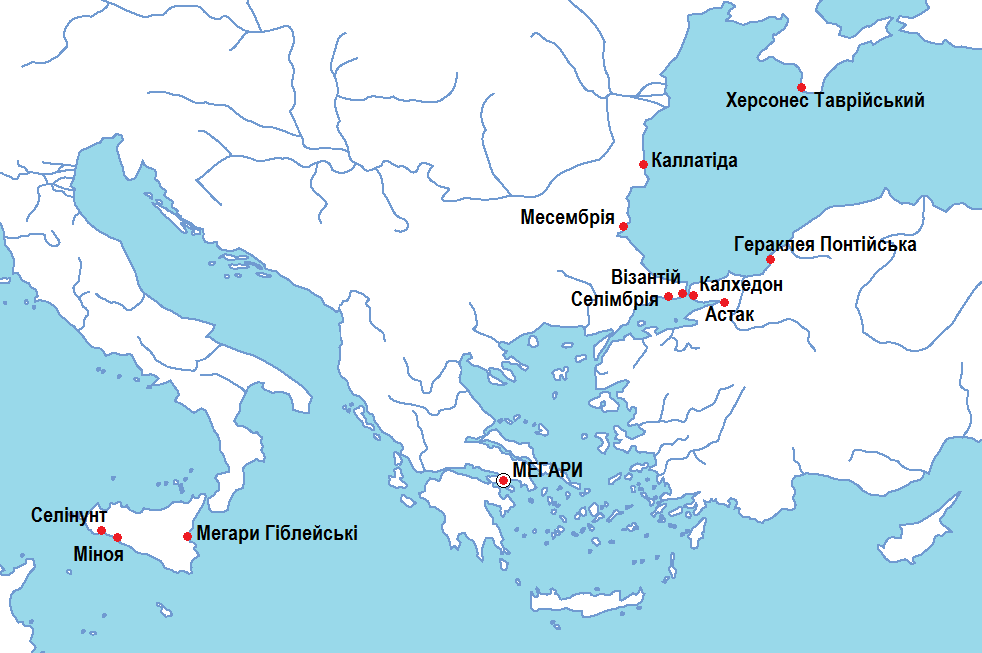
古代メガラの植民市

メガラ人の築いた植民市には、以下のようなものがある。
- ケルソネソス - 現: ウクライナのセヴァストポリ
- メセンブリア - 現: ブルガリアのネセバル
- ヘラクレア・ポンティカ - 現: トルコのカラデニズ・エレーリ
- アスタクス（英語版） - 現在: トルコのイズミット（旧称: ニコメディア）
- ビュザンティオン - 現: トルコのイスタンブール（旧称: ビザンチウム、コンスタンティノープル）
- カルケドン - 現: トルコのカドゥキョイ（イスタンブールの一部）
- メガラ・ヒュブラエア - 現:イタリアのアウグスタ

### 現代
農業地帯であったが、1960年代から1970年代にかけて住宅地の開発が進んだ。

## 行政区画

### 基礎自治体（ディモス）
メガラ市（Δήμος Μεγαρέων）は、西アッティカ県に属する基礎自治体（ディモス）の一つである。
現在のメガラ市は、カリクラティス改革（2011年1月施行）にともない、旧メガラ市とネア・ペラモス市が合併して発足した。旧自治体は、新自治体を構成する行政区（ディモティキ・エノティタ）となっている。なお、カリクラティス改革以前の旧メガラ市は、アッティカ地方最大の面積を持つ自治体であった。
下表の番号は、下に掲げた「旧自治体」地図の番号に相当する。面積の単位はkm²、人口は2001年国勢調査時点。
|   | 旧自治体名     | 綴り        | 政庁所在地     | 面積  | 人口   |
| - | -------------- | ----------- | -------------- | ----- | ------ |
| 8 | メガラ         | Μέγαρα      | メガラ         | 322.2 | 28,195 |
| 9 | ネア・ペラモス | Νέα Πέραμος | ネア・ペラモス | 7.9   | 7,480  |

- 西アッティカ県の旧自治体（2010年まで）
- 旧メガラ市（1999年 - 2010年）
- メガラ市（2011年から）

## 交通
アテネとペロポネソス半島を結ぶ交通路が市内を通過している。

## 文化・観光

### ギリシア神話の中のメガラ
ギリシャ神話によれば、アテーナイ王パンディーオーンは、内乱が発生した際にメガラーに亡命した。メガラー王ピュラースの娘ピュリアーと結婚し、のちにピュラースから国を譲られてメガラーを支配した。パンディーオンはメガラーで没したが、その後パンディーオンの4人の息子たち（アイゲウス、パラース、ニーソス、リュコス）がアテーナイを奪回し、アッティカを4人で分割した。メガラーを支配することになったのはニーソス（ニューソスとも）である。ニーソスには3人の娘がおり、長女エウリュノメーは海神ポセイドーンとの間に英雄ベレロポーンを生んだとされる。次女イーピノエーはメガレウス (Megareus of Onchestus) の妻となった。
クレータの王ミーノースがアテーナイとメガラに戦争を仕掛けたとき、ニーソスの末娘のスキュラは、敵将のミーノース王に恋をし、父と祖国を裏切ったものの、その行為を嫌悪したミーノースは彼女を拒絶したと伝えられている。

## 人物
- ビュザス（英語版）（ビュザンタス） - 紀元前7世紀、ビュザンティオンの創始者とされる人物。
- メガラのテオグニス - 紀元前6世紀の詩人。
- メガラのエウクレイデス - 紀元前4世紀初頭の哲学者。メガラ学派の祖。